# John Lloyd (tennista)
John Lloyd (Leigh-on-Sea, 27 agosto 1954) è un ex tennista britannico.

## Biografia
Ha intrapreso la carriera da tennista seguendo il fratello maggiore David, insieme hanno partecipato a diversi match di Coppa Davis.
È stato sposato dal 1979 al 1987 con Chris Evert, allora numero uno al mondo.

## Carriera
Viene ricordato principalmente per la finale raggiunta agli Australian Open del dicembre 1977, primo britannico a raggiungere la finale del singolare maschile in uno Slam nell'Era Open.
Arriva fino ai quarti di finale agli US Open 1984, sconfitto nettamente da Jimmy Connors.
Vince tre titoli dello Slam nel doppio misto, insieme a Wendy Turnbull. Il primo al Roland Garros 1982 e due consecutivi a Wimbledon, nel 1983 e 1984.
Chiude la carriera con un titolo in singolare e due nel doppio maschile. In Coppa Davis aveva giocato un totale di cinquantuno match con la squadra britannica vincendone ventisette.

## Statistiche

### Singolare

#### Vittorie (1)
| Legenda                                                       |
| Grande Slam (0)                                               |
| Tennis Masters Cup / ATP World Tour Finals (0)                |
| Masters Series / ATP World Tour Master 1000 (0)               |
| ATP International Series Gold / ATP World Tour 500 Series (0) |
| ATP International Series / ATP World Tour 250 Series (1)      |

| Numero | Data           | Torneo                                        | Superficie | Avversario in finale | Punteggio          |
| 1.     | 25 agosto 1974 | Pennsylvania Lawn Tennis Championship, Merion | Erba       | John Whitlinger      | 6–0, 4–6, 6–3, 7–5 |

### Doppio

#### Vittorie (2)
| Legenda                                                       |
| Grande Slam (0)                                               |
| Tennis Masters Cup / ATP World Tour Finals (0)                |
| Masters Series / ATP World Tour Master 1000 (0)               |
| ATP International Series Gold / ATP World Tour 500 Series (0) |
| ATP International Series / ATP World Tour 250 Series (2)      |

| Numero | Data            | Torneo              | Superficie | Compagno     | Avversari in finale            | Punteggio     |
| 1.     | 6 novembre 1976 | Dewar Cup, Londra   | Sintetico  | David Lloyd  | John Feaver John James         | 6–4, 3–6, 6–2 |
| 2.     | 7 ottobre 1979  | Hawaiian Open, Maui | Cemento    | Nick Saviano | Rod Frawley Francisco González | 7–5, 6–4      |

## Finali nei tornei del Grande Slam

### Finali perse (1)
| Numero | Data             | Torneo          | Superficie | Avversario in finale | Punteggio               |
| 1.     | 31 dicembre 1977 | Australian Open | Erba       | Vitas Gerulaitis     | 3-6, 6-7, 7-5, 6-3, 2-6 |